# Carlo Guglielmo Ferdinando di Brunswick-Wolfenbüttel
Carlo Guglielmo Ferdinando di Brunswick-Wolfenbüttel (Wolfenbüttel, 9 ottobre 1735 – Ottensen, 10 novembre 1806) è stato un generale prussiano, duca di Brunswick-Lüneburg, principe di Brunswick-Wolfenbüttel e feldmaresciallo.

## Biografia
Carlo Guglielmo Ferdinando era figlio del duca Carlo I di Brunswick-Lüneburg e della principessa Filippina Carlotta di Prussia, una delle sorelle del re Federico II di Prussia. Come principe ereditario, maschio di quattordici fra figli e figlie, ricevette una adeguata formazione.
A causa dello stretto rapporto di parentela con la casa reale prussiana e di un rapporto di sussidiarietà per cui il Principato di Brunswick metteva a disposizione della Prussia le sue truppe, il giovane Carlo Guglielmo Ferdinando combatté valorosamente dalla parte dei prussiani la Guerra dei sette anni e partecipò alla battaglia di Hastenbeck, guadagnandosi la fama di grande stratega.
Il 16 gennaio 1764 sposò la più anziana delle sorelle del re Giorgio III d'Inghilterra, la Principessa Augusta di Hannover. Il rapporto fra i due coniugi fu molto convenzionale e seguì rigorosamente il protocollo di corte. Da Augusta ebbe sette figli, tre femmine e quattro maschi, uno solo dei quali, Federico Guglielmo, ebbe capacità e salute da poter prendere nel 1806 il posto del padre. Durante un viaggio in Italia, effettuato nel 1766, Carlo Guglielmo Ferdinando conobbe Maria Antonietta Branconi, che fu la sua amante e dalla quale ebbe un figlio, Karl Anton Ferdinand, Conte di Forstenburg.
Nel 1773 successe al padre come principe del Braunschweig-Wolfenbüttel, al quale era collegato il titolo di duca di Braunschweig-Lünenburg. All'inizio il suo governo fu condotto con abilità e competenza: intelligenti riforme fecero rifiorire il piccolo principato di Braunschweig. Sotto l'influenza dell'abate Jerusalem e del pedagogo Gioacchino Enrico Campe, il duca fu un vero sovrano illuminato. Ma la sua vera passione fu l'attività militare e nel 1787 divenne Feldmaresciallo di Prussia.
Da buon reazionario ancien régime, durante la guerra della prima coalizione, a seguito dell'accordo di Pillnitz, divenne il comandante in capo delle truppe austro-prussiane che dovevano combattere contro le armate rivoluzionarie francesi il 7 marzo 1792. Il 25 luglio dello stesso anno, convinto dal conte svedese Hans Axel von Fersen, amante della regina Maria Antonietta, emise il famoso proclama destinato ai parigini, scritto da Fersen con il consenso della regina, la quale scriveva delle lettere segrete agli austriaci e ai prussiani informandoli degli spostamenti dei generali dell'esercito francese nella speranza di schiacciare la rivoluzione e restaurare l'assolutismo, nel quale minacciava sanzioni gravi in caso di attentato alla incolumità di Luigi XVI e della famiglia reale. Ecco che cosa recitava il proclama, pubblicato a Parigi il 1º agosto:
(Carlo Guglielmo Ferdinando, duca di Braunschweig)
A metà agosto attraversò con la sua armata, composta da parecchi emigrée (cioè monarchici francesi fuggiti dinnanzi allo sconvolgimento della rivoluzione), il confine con la Francia. Sconfitto a Valmy il 20 settembre 1792 dai francesi di Dumouriez e di Kellermann, si ritirò. L'episodio non fece certo onore alla sua fama di stratega, non certo per codardia, ma per sopravvalutazione eccessiva delle forze nemiche e per indecisione, dovuta anche al cattivo stato di salute delle sue truppe, affette da dissenteria per cattiva alimentazione.
Il 23 luglio 1793, dopo un assedio durato poco più di quattro mesi, prese la città di Magonza. All'inizio del 1794 si dimise da comandante in capo a causa dei contrasti con il collega Wurmser. Venne tuttavia richiamato in servizio dal re di Prussia come comandante dell'esercito prussiano nel 1806. Nelle battaglie di Jena ed Auerstadt venne gravemente ferito ad entrambi gli occhi. Si rifugiò allora in territorio neutrale danese, presso Amburgo, ove morì a seguito delle ferite riportate.
Massone, nel 1783 si affiliò all'Ordine degli illuminati con lo pseudonimo di "Aaron".

## Discendenza
Carlo Guglielmo Ferdinando e Augusta Frederica ebbero sette figli:
- Augusta Carolina (1764-1788), sposa nel 1780 Federico I di Württemberg;
- Carlo Giorgio Augusto (1766-1806), sposò nel 1790 Federica Luisa Guglielmina d’Orange (1770-1819);
- Carolina Amalia di Brunswick (1768-1821), sposa nel 1795 Giorgio IV d'Inghilterra;
- Giorgio (1769-1811);
- Augusto (1770-1822);
- Federico Guglielmo di Brunswick, detto: "il duca nero" (1771-1815);
- Amalia Carolina Dorotea Luisa (1772-1773).

## Ascendenza
|                                                      |                       |                                         | Genitori                                                     |  |  | Nonni |  |  | Bisnonni                                   |  |  | Trisnonni                     |  |
|                                                      |                       |                                         |                                                              |  |  |       |  |  | Ferdinando Alberto I di Brunswick-Lüneburg |  |  | Augusto di Brunswick-Lüneburg |  |
|                                                      |                       |                                         |                                                              |  |  |       |  |  | Ferdinando Alberto I di Brunswick-Lüneburg |  |  | Augusto di Brunswick-Lüneburg |  |
|                                                      |                       | Sofia Elisabetta di Meclemburgo-Güstrow |                                                              |  |  |       |  |  | Ferdinando Alberto I di Brunswick-Lüneburg |  |  |                               |  |
| Ferdinando Alberto II di Brunswick-Lüneburg          |                       |                                         |                                                              |  |  |       |  |  | Ferdinando Alberto I di Brunswick-Lüneburg |  |  |                               |  |
|                                                      |                       | Cristina d'Assia-Eschwege               | Federico d'Assia-Eschwege                                    |  |  |       |  |  |                                            |  |  |                               |  |
|                                                      |                       | Cristina d'Assia-Eschwege               | Federico d'Assia-Eschwege                                    |  |  |       |  |  |                                            |  |  |                               |  |
|                                                      |                       | Cristina d'Assia-Eschwege               | Eleonora Caterina del Palatinato-Zweibrücken-Kleeburg        |  |  |       |  |  |                                            |  |  |                               |  |
| Carlo I di Brunswick-Wolfenbüttel                    |                       | Cristina d'Assia-Eschwege               |                                                              |  |  |       |  |  |                                            |  |  |                               |  |
|                                                      |                       | Luigi Rodolfo di Brunswick-Lüneburg     | Antonio Ulrico di Brunswick-Lüneburg                         |  |  |       |  |  |                                            |  |  |                               |  |
|                                                      |                       | Luigi Rodolfo di Brunswick-Lüneburg     | Antonio Ulrico di Brunswick-Lüneburg                         |  |  |       |  |  |                                            |  |  |                               |  |
|                                                      |                       | Luigi Rodolfo di Brunswick-Lüneburg     | Elisabetta Giuliana di Schleswig-Holstein-Sonderburg-Norburg |  |  |       |  |  |                                            |  |  |                               |  |
| Antonietta Amalia di Brunswick-Wolfenbüttel          |                       | Luigi Rodolfo di Brunswick-Lüneburg     |                                                              |  |  |       |  |  |                                            |  |  |                               |  |
|                                                      |                       | Cristina Luisa di Oettingen-Oettingen   | Alberto Ernesto I di Oettingen-Oettingen                     |  |  |       |  |  |                                            |  |  |                               |  |
|                                                      |                       | Cristina Luisa di Oettingen-Oettingen   | Alberto Ernesto I di Oettingen-Oettingen                     |  |  |       |  |  |                                            |  |  |                               |  |
|                                                      |                       | Cristina Luisa di Oettingen-Oettingen   | Cristina Federica di Württemberg                             |  |  |       |  |  |                                            |  |  |                               |  |
| Carlo Guglielmo Ferdinando di Brunswick-Wolfenbüttel |                       | Cristina Luisa di Oettingen-Oettingen   |                                                              |  |  |       |  |  |                                            |  |  |                               |  |
|                                                      | Federico I di Prussia | Federico Guglielmo I di Brandeburgo     |                                                              |  |  |       |  |  |                                            |  |  |                               |  |
|                                                      | Federico I di Prussia | Federico Guglielmo I di Brandeburgo     |                                                              |  |  |       |  |  |                                            |  |  |                               |  |
|                                                      | Federico I di Prussia | Luisa Enrichetta d'Orange               |                                                              |  |  |       |  |  |                                            |  |  |                               |  |
| Federico Guglielmo I di Prussia                      | Federico I di Prussia |                                         |                                                              |  |  |       |  |  |                                            |  |  |                               |  |
|                                                      |                       | Sofia Carlotta di Hannover              | Ernesto Augusto di Brunswick-Lüneburg                        |  |  |       |  |  |                                            |  |  |                               |  |
|                                                      |                       | Sofia Carlotta di Hannover              | Ernesto Augusto di Brunswick-Lüneburg                        |  |  |       |  |  |                                            |  |  |                               |  |
|                                                      |                       | Sofia Carlotta di Hannover              | Sofia del Palatinato                                         |  |  |       |  |  |                                            |  |  |                               |  |
| Filippina Carlotta di Prussia                        |                       | Sofia Carlotta di Hannover              |                                                              |  |  |       |  |  |                                            |  |  |                               |  |
|                                                      |                       | Giorgio I di Gran Bretagna              | Ernesto Augusto di Brunswick-Lüneburg                        |  |  |       |  |  |                                            |  |  |                               |  |
|                                                      |                       | Giorgio I di Gran Bretagna              | Ernesto Augusto di Brunswick-Lüneburg                        |  |  |       |  |  |                                            |  |  |                               |  |
|                                                      |                       | Giorgio I di Gran Bretagna              | Sofia del Palatinato                                         |  |  |       |  |  |                                            |  |  |                               |  |
| Sofia Dorotea di Hannover                            |                       | Giorgio I di Gran Bretagna              |                                                              |  |  |       |  |  |                                            |  |  |                               |  |
|                                                      |                       | Sofia Dorotea di Celle                  | Giorgio Guglielmo di Brunswick-Lüneburg                      |  |  |       |  |  |                                            |  |  |                               |  |
|                                                      |                       | Sofia Dorotea di Celle                  | Giorgio Guglielmo di Brunswick-Lüneburg                      |  |  |       |  |  |                                            |  |  |                               |  |
|                                                      |                       | Sofia Dorotea di Celle                  | Éléonore d'Esmier d'Olbreuse                                 |  |  |       |  |  |                                            |  |  |                               |  |
|                                                      |                       | Sofia Dorotea di Celle                  |                                                              |  |  |       |  |  |                                            |  |  |                               |  |